# Église de l'Ascension (Tchaltyr)
Pour les articles homonymes, voir Église de l'Ascension.
L’église de l’Ascension (en arménien : Սուրբ Հարությւոն եկեղեցի, en russe : Церковь Святого Вознесения ou Церковь Сурб Амбарцум) est une église arménienne de Tchaltyr (oblast de Rostov) construite de 1864 à 1867.

## Histoire
Depuis la fin du XVIIIe siècle une importante communauté arménienne venant de Crimée est installée aux alentours de l’embouchure du Don. À côté de la ville de Nakhitchevan-sur-le-Don (devenue en 1928 un quartier de Rostov-sur-le-Don) les Arméniens ont également fondé une série de villages, dont Tchaltyr en 1779.
En 1862 les paroissiens de Tchaltyr demandent au diocèse de Bessarabie le replacement de leur ancienne église en mauvais état par une nouvelle. Le projet est accepté en 1864 et les travaux, d’après le modèle-type développé par l’architecte de Taganrog N. Mouratov, commencent en 1869. L’église est inaugurée en 1871.
Fermée par les autorités soviétique l’église reprend du service lors de la Seconde Guerre mondiale lors de l’occupation allemande. L’église continue à fonctionner après la guerre sans interruption.

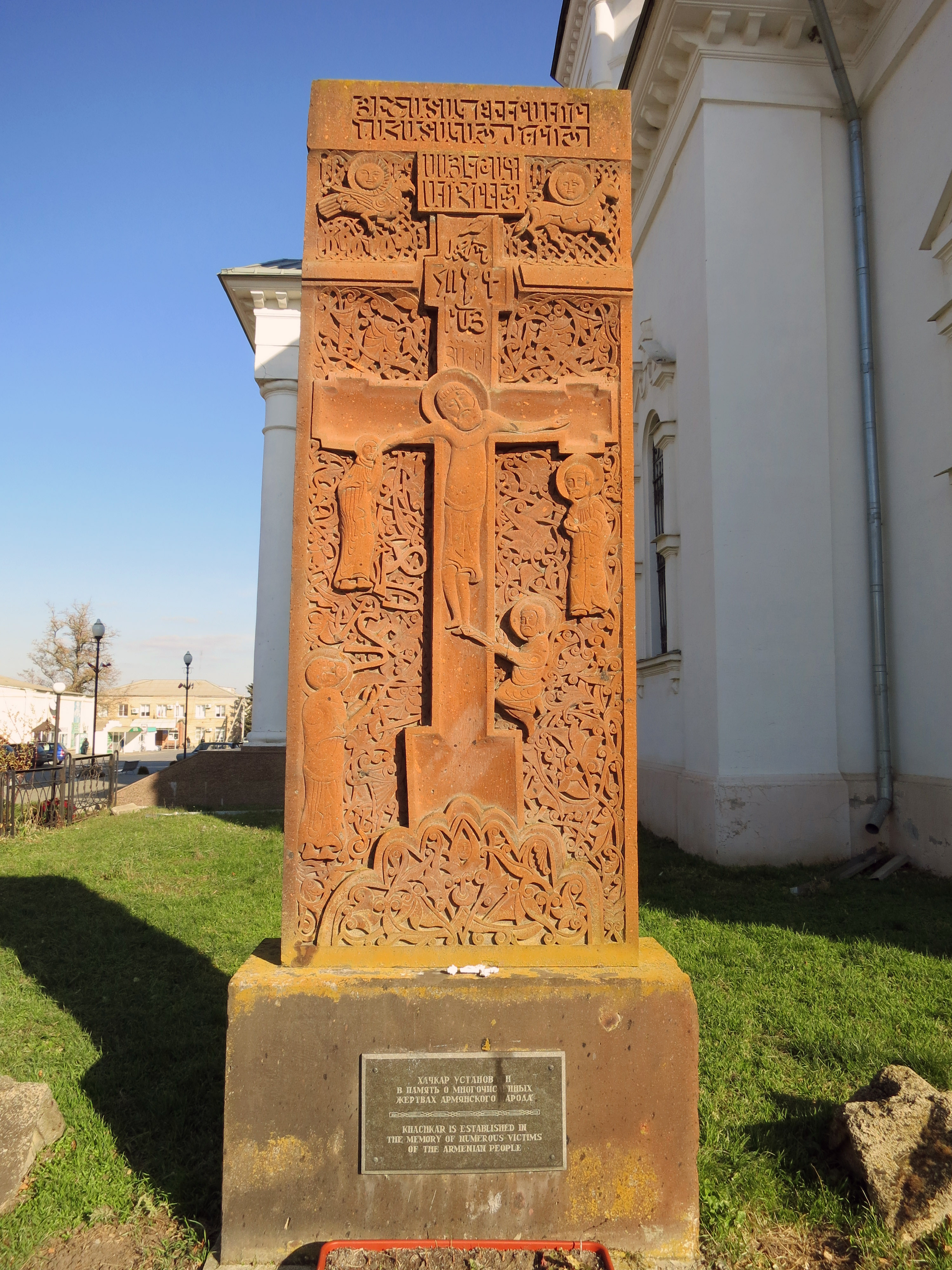
Khatchkar, reproduction d’un modèle historique.

En 1990 un khatchkar dédié aux victimes du génocide arménien est installé à gauche de l’entrée principale. La restauration du bâtiment est entreprise en 1992.